# Компостный туалет

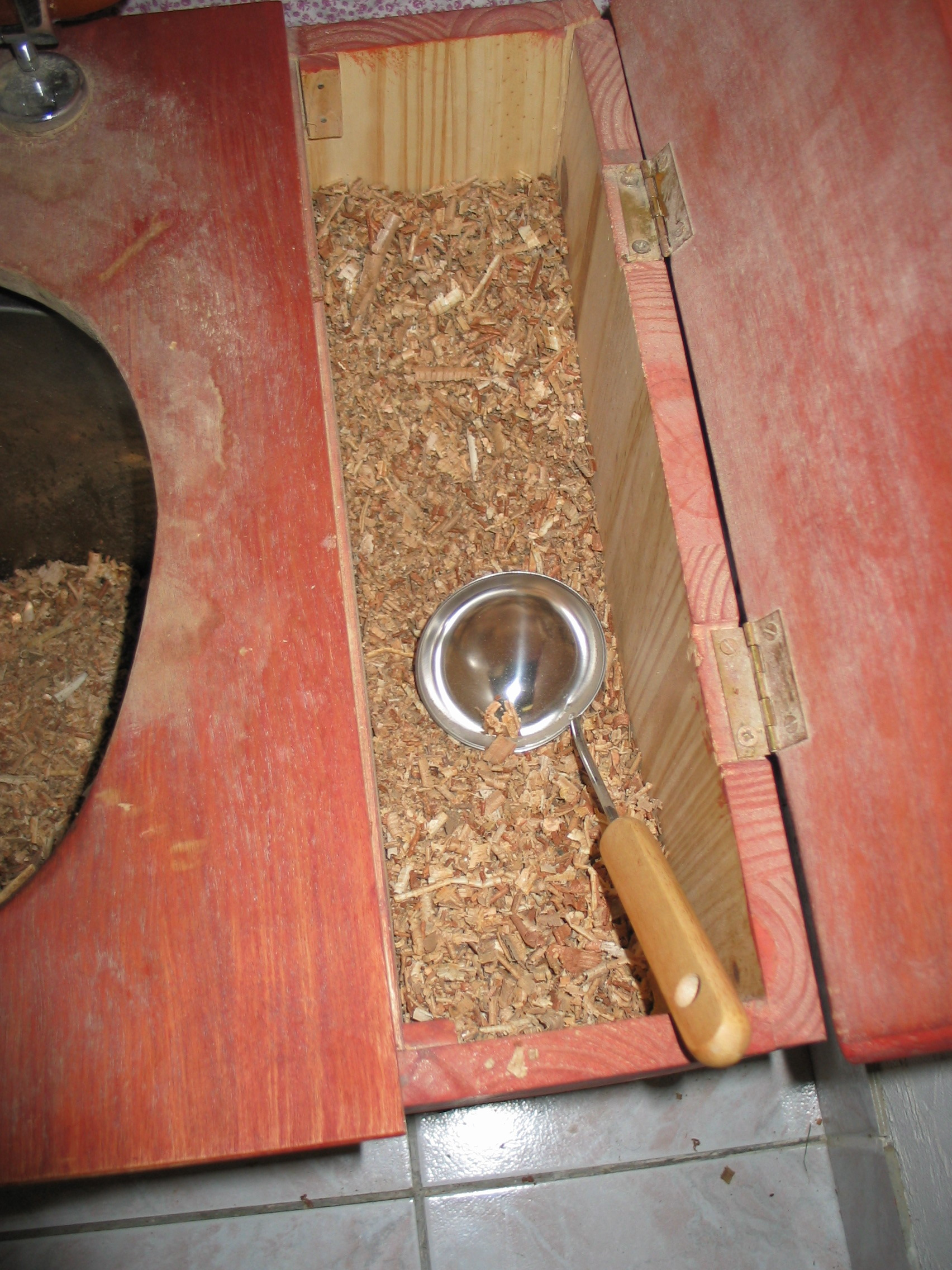
Одним из материалов, использующихся в процессе утилизации, являются обыкновенные опилки

Компо́стный туале́т (пудр-клозет) — туалет, в котором для утилизации отходов жизнедеятельности человека используются только природные материалы. Этими материалами чаще всего являются торф, опилки или другие сыпучие, мелкодисперсные органические вещества. Неотъемлемым компонентом также является природная микрофлора, которая производит разложение отходов. Находит применение и микрофлора, выращенная специально для этих целей, а также биоэнзимы как продукт жизнедеятельности бактерий, которые способствуют разложению отходов при их искусственном внесении.

## Схема работы торфяного туалета
Отходы направляют в накопительный бак биотуалета, присыпая каждую порцию сверху торфом. Под воздействием аэробных бактерий происходит начальное компостирование отходов. По заполнении бака полуфабрикат компоста выносится в компостную кучу, где происходит дальнейшее созревание компоста.
Таким образом отходы разлагаются на безопасные для окружающей среды компоненты, богатые легкоусваиваемой растениями органикой, и могут быть использованы в качестве удобрения для растений.
Следует отличать биотуалеты от химических туалетов, которые для своей работы используют различные химические вещества (антисептики). Утилизация отходов в данном случае происходит без помощи бактерий, а получающийся конечный продукт может повредить окружающей среде, поэтому химические туалеты не могут называться биотуалетами.

## Применение
Отсутствие в ряде мест централизованной канализационной системы делает подобные туалеты востребованными в сельской местности, кроме того, возможно сделать его мобильным, (например, для яхт). Дешевизна также является весомым достоинством данного вида туалета.